# Danzig III: How the Gods Kill
Danzig III: How the Gods Kill är ett studioalbum från 1992 av det amerikanska hårdrocksbandet Danzig. Albumet gavs ut på Def American och konvolutets framsida pryds av en modifierad målning av den schweiziske konstnären Hans Ruedi Giger.

## Låtlista
1. "Godless" - 6:51
2. "Anything" - 4:49
3. "Bodies" - 4:26
4. "How the Gods Kill" - 5:57
5. "Dirty Black Summer" - 5:15
6. "Left Hand Black" - 4:30
7. "Heart of the Devil" - 4:40
8. "Sistinas" - 4:26
9. "Do You Wear the Mark?" - 4:47
10. "When the Dying Calls" - 3:32

## Musiker
- Glenn Danzig - sång och keyboards
- Eerie Von - bas
- John Christ - gitarr
- Chuck Biscuits - trummor